# Cryptotaenia polygama
Cryptotaenia polygama är en flockblommig växtart som beskrevs av C.C.Towns. Cryptotaenia polygama ingår i släktet kryptotenior, och familjen flockblommiga växter. Inga underarter finns listade i Catalogue of Life.